# Тепле (Понировський район)
Тепле (рос. Тёплое) — присілок в Понировському районі Курської області Російської Федерації.
Населення становить 86 осіб. Входить до складу муніципального утворення Вільховатська сільрада.

## Історія
Населений пункт розташований на території українського етнічного та культурного краю Східна Слобожанщина.
Від 2004 року входить до складу муніципального утворення Вільховатська сільрада.

## Населення
| 2010 |
| ---- |
| 86   |

## Пам'ятки
Поблизу села, на Тепловських висотах, знаходться Меморіальний комплекс «Героям-артилеристам», присвячений радянським артилеристам, учасникам Курської битви.